# Dictya guérini
Dictya guérini är en tvåvingeart som beskrevs av Robineau-desvoidy 1830. Dictya guérini ingår i släktet Dictya och familjen kärrflugor.
Artens utbredningsområde är Franska Guyana. Inga underarter finns listade i Catalogue of Life.